# 바우스카구

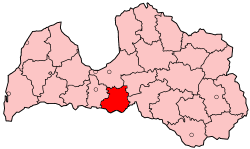
바우스카 구의 위치

바우스카구(라트비아어: Bauskas rajons)는 라트비아 남부에 있던 구로 행정 중심지는 바우스카이며 면적은 1,880km2, 인구는 51,974명(2002년 기준), 인구 밀도는 27명/km2이다. 1개 시와 15개 교구를 관할했으며 2009년에 실시된 행정 구역 개편에 따라 폐지되었다. 옐가바 구와 리가 구, 오그레 구와 인접해 있었으며 리투아니아와 국경을 접하고 있었다.